# IC 3570
IC 3570 је појединачна звијезда у сазвјежђу Береникина коса која се налази на листи објеката дубоког неба у Индекс каталогу.
Деклинација објекта је + 24° 4' 42" а ректасцензија 12h 36m 18,2s.